# أسفل خطة (يافع)

تعديل مصدري - تعديل

اسفل خطهة هي إحدى قرى عزلة لبعوس بمديرية يافع التابعة لمحافظة لحج، بلغ تعداد سكانها 140 نسمة حسب تعداد اليمن لعام 2004.